# Waiheke Island

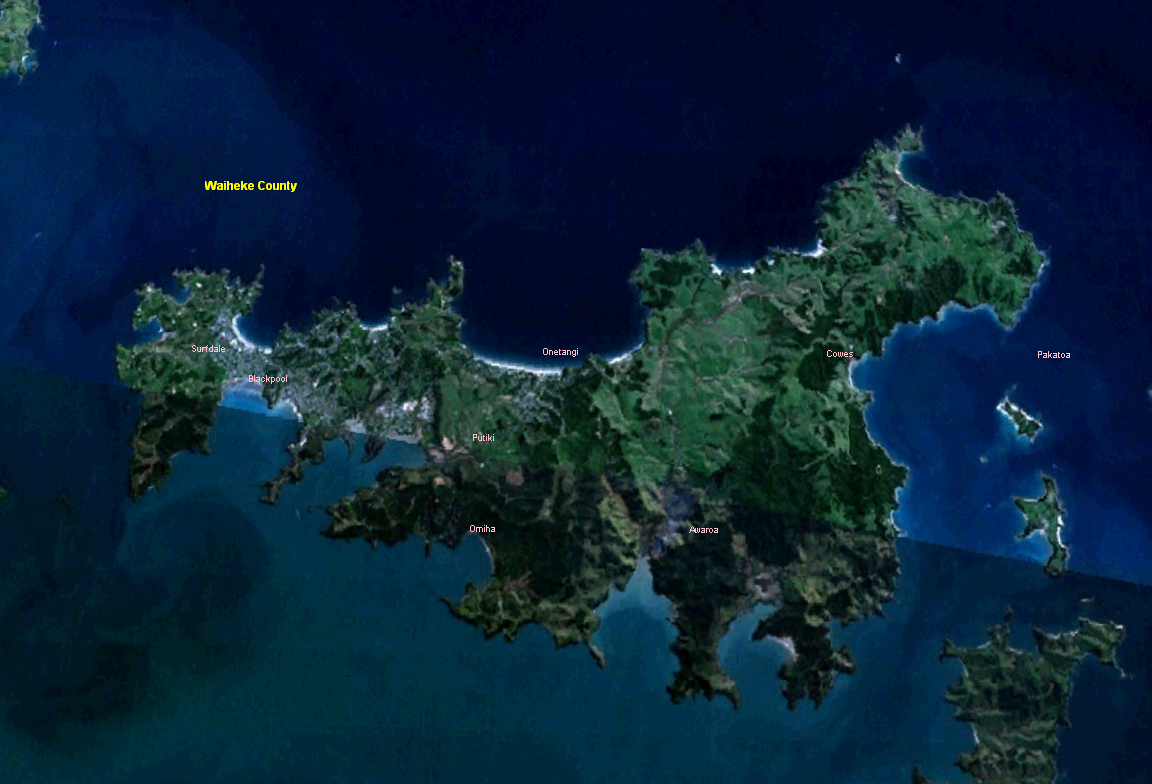
Satellitbild av Waiheke Island

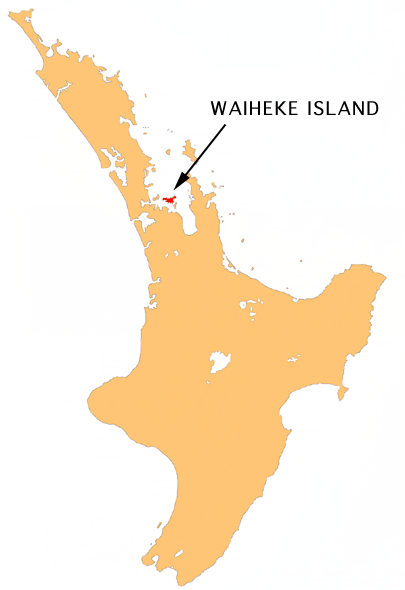
Nordön med Waiheke Island.

Waiheke Island är en ö som ligger intill Nordön i Nya Zeeland. Den ligger i Haurakigolfen, ungefär 17,7 kilometer från Auckland. Den är den näst största ön i Haurakigolfen, efter Great Barrier Island, och är den mest befolkade och den med bäst kommunikationer. Waiheke är också Nya Zeelands tredje mest befolkade ö, med en befolkning på ungefär 7 000 invånare. De största städerna är Oneroa och Blackpool.
Waiheke Island var den första kommunen på Nya Zeeland att bli en kärnkraftsfri zon, vilket i förlängningen ledde till att hela landet blev kärnkraftsfri under David Langes regering.